# أملس الوجه
أملس الوجه (الاسم العلمي: Aphelops) (بالإغريقية: "أبيهليس" وتعني "أملس"، و"أوبس" وتعني "وجه"، في إشارة إلى افتقاره للقرن)، جنس منقرض من الكركدنيات عديم القرون، كان متوطنًا في أمريكا الشمالية. عاش من العصر الميوسيني الأوسط إلى العصر البليوسيني المبكر، وخلال هذه الفترة كان مكونًا شائعًا في تجمعات الثدييات في أمريكا الشمالية جنبًا إلى جنب مع تام القرن.